# マークスミルズの戦い
マークスミルズの戦い（英: Battle of Marks' Mills）は、南北戦争の開戦からちょうど3年が過ぎた1864年4月25日に、カムデン遠征の一部としてアーカンソー州クリーブランド郡で起きた戦闘である。ジェイムズ・F・フェイガン少将の指揮する南軍が、フランシス・M・ドレイク中佐の指揮する北軍の小さな分遣隊を圧倒した。このために北軍はカムデンの陣地を捨てることになった。

## 背景
1864年4月18日のポイズンスプリングの戦いで北軍が敗北した後、フレデリック・スティール少将はカムデンの占領を続け、一方南軍のスターリング・プライス少将は、田園部からのカムデンに対する当座の包囲を続けた。北軍の食料が不足していたときに、パインブラフから大いに必要としていた物資が到着し、スティールはカムデンとパインブラフを結ぶ道路を使ってさらに多くの物資が得られることを確信した。スティールはフランシス・M・ドレイク中佐に1,400名以上の歩兵を与え、砲兵と騎兵を支援に付け、パインブラフからの物資荷車240両を運ぶよう命じた。ドレイク隊は4月25日朝に350名の部隊の援軍を受け、インディアナ第43歩兵連隊、アイオワ第36志願歩兵連隊、オハイオ第77歩兵連隊と、さらに騎兵や砲兵を含め約1,800名の戦力になった。この部隊には不特定数の白人文民と、約300人のアフリカ系アメリカ人が同行した。
インディアナ第43歩兵連隊が先陣となり、ぬかるんだ森の道路を輜重隊は1マイル (1.6 km) 以上の長さに伸びた。雨で膨らんだモロー川にそった泥道に遭遇したドレイクはパインブラフまで押し進むのを選ばず、町から約8マイル (13 km) で宿営した。このときプライスの騎兵2個旅団5,000名以上が接近しているのに気付いていなかった。夜の間にウェズリー・ノリス少佐が、全面の森の中の動きについてドレイクに警告しようとしたが、ドレイクはその心配を笑い飛ばし、米墨戦争のベテランであるノリスに「あまりに簡単に怯えないよう」告げた。

## 戦闘

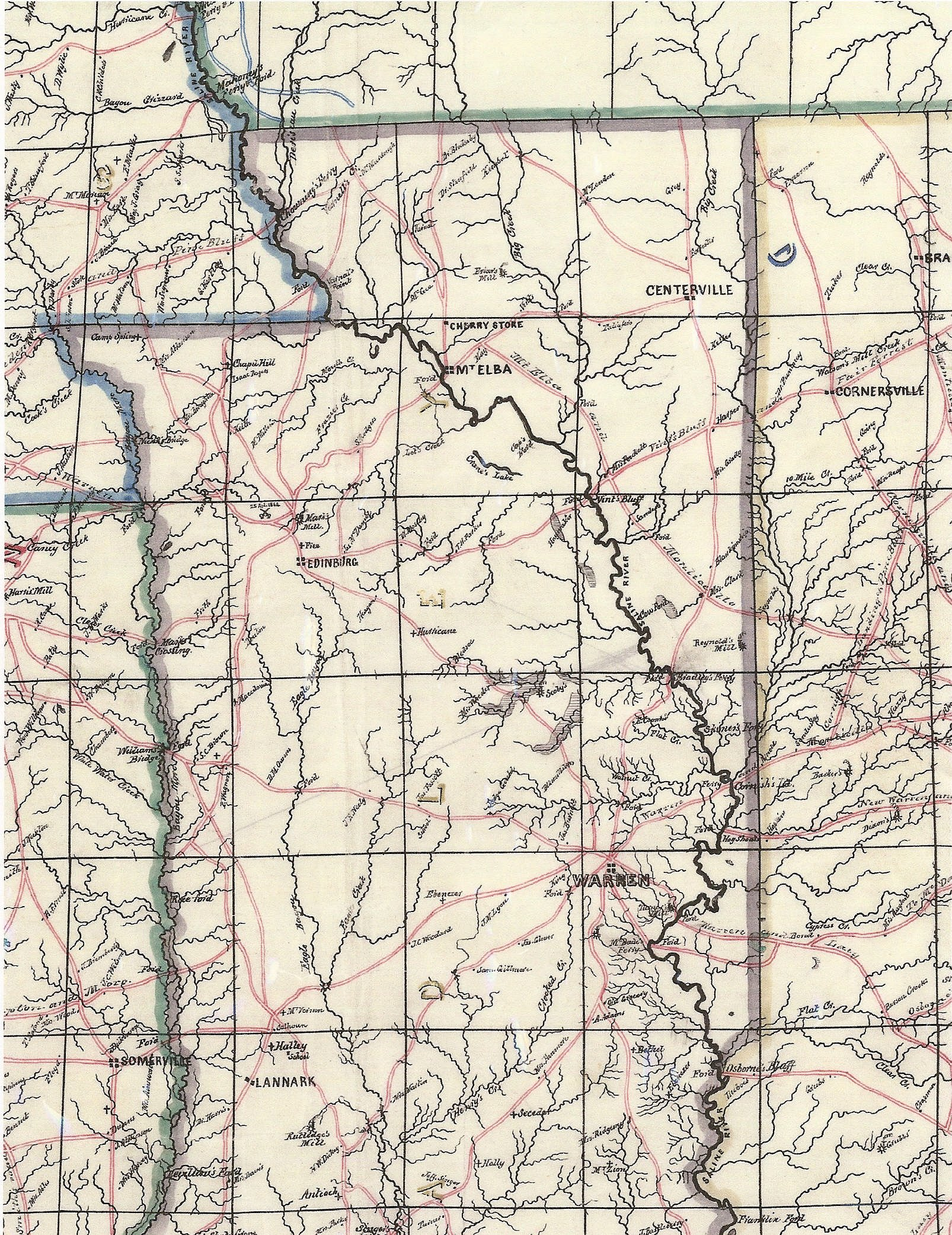
マークスミルズの戦場を示す1864年の地図、エディンバーグの村のすぐ上にある

4月25日早朝、インディアナ第43歩兵連隊とその姉妹部隊はモロー川の難しい渡河を行った後、パインブラフへの行軍を再開した。間もなく連隊は前面に南軍が放棄した宿営地を幾つか発見したが、その地域に南軍の大部隊がいるという報告はドレイクが無視していた。ドレイクはノリス少佐を「完全に」馬鹿にし、連隊にはペースを崩さないよう命令した。この部隊がマークスミルズと呼ばれる小さな空き地に出てきたとき、フェイガンの下馬した旅団に攻撃された。その部隊にはアーカンソー第1騎兵隊も入っていた。インディアナ兵は南軍を一度は撃退したが、直ぐにウィリアム・キャベル准将の指揮する別の南軍にその右翼を衝かれた。第43連隊はアイオワ第36歩兵連隊に支えられ、この時はアーカンソー第1騎兵隊に加えてアーカンソー第2騎兵隊とトマス・M・ギュンターの騎兵大隊と直面していた。第43連隊と第36連隊は空き地の中央にある丸太小屋数軒の方向に後退を強いられたが、そこで砲兵隊が近づいて来る南軍を縦射したものの、ヒュージリーのアーカンソー砲兵隊に反撃を食った。
第43連隊と第36連隊はこれ以上は悪くならないと見えたまさにその時に、その左翼をジョー・シェルビーの騎兵隊に攻撃され、このとき一時に3方から攻撃してくる圧倒的に優勢な敵部隊（2対1の比率だった）と戦っていることが分かった。第43連隊G中隊で戦った隊員33名のうち、最初の30分間で23名が戦死するか負傷した。オハイオ第77連隊とアイオワ第1騎兵隊が包囲されるのを避けるために活発に活動したにも拘わらず、北軍は空き地の中で包囲されており、命がけで戦っていた。それでも戦闘は4時間続いた。最後は北軍が降伏を強いられた。支援していた砲兵隊は最後の兵士まで倒されたとされており、致命傷を負った中尉が向かってくる南軍に最後の砲弾を放って、その後にその負傷が原因で倒れた。
インディアナ第43連隊G中隊のジョン・モス軍曹に拠れば、連隊は「一斉に」諦めることはなかった。むしろ南軍が突撃を続けたことで、毎回少数の兵士が捕まり、最後は戦死も負傷もせずに残っていた約50名の兵士が逃げるか、捕獲された。これら最後の部隊が降伏を求められたとき、ノリスは自分以外の誰にも降伏するつもりはない、最後の一人になってもと言ってこれを拒否した。ノリスや他の兵士が森の中に逃げ込んだが、ノリスが乗っていた馬が下から撃たれ、ノリスは長靴を失った。ノリスとその仲間はシェルビーの指揮していた所から僅か100ヤード (90 m) で最後は諦めて降伏した。第43連隊の中で211名が捕虜になった。その他の者は逃げ延びて、スティールの本隊まで戻ることができた。

## 戦闘の後
南軍はその損失を戦死41名、負傷108名、不明144名と推計した。北軍は部隊全体が捕まったので、数字を挙げることが難しかった。推計で1,133名から1,600名の間とされている。さらに南軍はアフリカ系アメリカ人150人を掴まえ、攻撃の間あるいは後に他の少なくとも100人を殺したと告発された。カムデンの北軍は兵士や荷車を失い、さらに物資も枯渇してきたのでスティールの位置づけが著しく危なくなり、これに南軍エドマンド・カービー・スミス中将の指揮する部隊が到着したことと組み合わされ、スティールは4月26日にカムデンを放棄し、北のリトルロック (アーカンソー州)リトルロックに向かって後退を始めた。
戦闘後、アイオワ第36連隊の兵士が「南軍は我々の従軍牧師も含めほとんど全員から物を奪った。シャツ、長靴、ソックスまであらゆる衣類を脱がせ、死者は葬らないままに森に火をつけた。負傷兵からも慈悲を請うているのに衣類を剥いだ。兵の階級や年齢にも何の敬意も払われなかった。インディアナ第43連隊で年長のチャールズ・W・モス大尉は、燃えるような太陽の下をその禿頭に帽子も被らず、白髪と髭のまま歩かされた。北軍の記録では、歩兵と騎兵190名ほどが逃げて、陸路をパインブラフの北軍補給所まで行くか、あるいは遠くリトルロックまで落ち延びた。3個連隊が属した旅団を指揮していたウィリアム・マクリーン大佐は、捕虜になった兵士が衣類を剥がれ、全裸で収容所まで歩かされたと記した。南軍は北軍の戦死者を3日間戦場に放置した後、彼らを埋めようともしなかったと、マクリーンは記している。
アイオワ第36連隊、インディアナ第43連隊、オハイオ第77連隊、およびミズーリ第1軽装砲兵隊のピーツ大隊で捕虜になった兵士の大半は、テキサス州タイラーまで歩かされ、キャンプフォードの営倉に収監された。その後の一年間に多くの者が栄養不足と病気のために死んだが、脱走に成功した者も幾らかはいた。生き残った捕虜の大半は1865年に釈放された。
インディアナ第43連隊の歴史に拠ると、マークスミルズで捕虜になった兵士の中にグリーンバック（ドル紙幣）で175,000ドル以上を持った給与支払担当相校がおり、その金は南軍の手に渡り、イリノイ州シカゴで拘束されていた南軍捕虜を釈放させるために南軍当局が利用したと考えられている。
キャベル将軍は、この戦闘中に敵軍が示した勇気と頑強さに対して敬意を表した。「兵士達はあれ以上うまく戦うことはできない。敵が持っていた最良の歩兵連隊を叩いたのであり、彼らは『オールド・ベテラン』と呼ばれた。..キャベル旅団の戦死者と負傷者は以下に敵が頑強だったか、以下に敵が輜重隊を諦めようとしなかったかを示している」と記した。それにも拘わらず、マークスミルズでの大敗は、ミシシッピ川以西で北軍が喫した最悪の敗北だと考える歴史家がいる。
マークスミルズでの大敗は、スティールの部隊の残りを全滅の危機から救ったという見方もある。フェイガンとシェルビーはスティールの部隊とその元々の基地であるリトルロックとの間に割って入るよう命じられた。彼らがうまくそれを果たしていたならば、その圧倒的な勢力と、カービー・スミスの下に進んでいた援軍と合わせて、スティール群を包囲し、それを破壊するか、降伏を強いていたものと考えることに疑いは無い。シェルビーとフェイガンはスミス将軍の命令に従わず、マークスミルズでドレイクの旅団と交戦したことで進軍に遅れ、スティールがカムデンを明け渡すだけの時間を与え、その危なかった部隊を安全地帯に導かせてしまった。ドレイク大佐は後に出身地のアイオワ州で、州知事に選ばれるなどその政歴を成功に導くことになった。アイオワ第36連隊の歴史家はインディアナ第43連隊の兵士が戦後も長くドレイクを極度に軽蔑しており、マークスミルズで「ドレイクが決心できずに躊躇ったことで、連隊を待ち伏せている敵に真っ直ぐ向かわせてしまった」と記していた。

## 戦場の保存
戦場跡の一部はクリーブランド郡のニューエディンバーグの近くで、マークスミルズ州立公園として保存されている。